# 18774 Lavanture
18774 Lavanture este un asteroid din centura principală de asteroizi.

## Descriere
18774 Lavanture este un asteroid din centura principală de asteroizi. A fost descoperit pe 10 mai 1999 la Socorro, New Mexico, în cadrul proiectului LINEAR. Asteroidul prezintă o orbită caracterizată de o semiaxă mare de 2,41 ua, o excentricitate de 0,12 și o înclinație de 2,8° în raport cu ecliptica.